# Gualeguaychú
Gualeguaychú ist eine Stadt im östlichen Argentinien im Südosten der Provinz Entre Ríos. Sie hat knapp 90.000 Einwohner (2015) und ist damit die drittgrößte Stadt der Provinz. Der Name der Stadt stammt aus dem Guaraní, die Bedeutung ist allerdings nicht geklärt. Gualeguaychú ist als „Hauptstadt des argentinischen Karnevals“ bekannt. Im Zentrum der Stadt befinden sich mehrere gut erhaltene Bauten aus dem 19. sowie dem beginnenden 20. Jahrhundert, wie die Kathedrale und das Schloss Clavarino.

## Geografie
Gualeguaychú liegt an einem Nebenarm des Río Uruguay, der an dieser Stelle die Ostgrenze Argentiniens zum Nachbarland Uruguay bildet. Die Landschaft gehört zur Pampa ondulada, einem leicht hügeligen Teil der Pampaebene. Das Klima ist feucht und gemäßigt.
Östlich der Stadt führt die Puente Libertador General San Martín über den Rio Uruguay nach Fray Bentos und auf die uruguayische Ruta 2. Westlich der Stadt verläuft die argentinische Fernstraße Ruta Nacional 14.
|                        | Jan  | Feb   | Mär   | Apr  | Mai  | Jun  | Jul  | Aug  | Sep  | Okt  | Nov   | Dez  |   |         |
| Mittl. Temperatur (°C) | 25,5 | 24,0  | 21,6  | 17,8 | 14,0 | 10,7 | 10,6 | 12,8 | 14,3 | 17,8 | 20,9  | 23,5 | ⌀ | 17,8    |
| Mittl. Tagesmax. (°C)  | 32,2 | 30,2  | 28,0  | 23,8 | 20,2 | 16,7 | 16,6 | 19,0 | 20,3 | 23,9 | 26,7  | 30,0 | ⌀ | 23,9    |
| Mittl. Tagesmin. (°C)  | 19,0 | 18,4  | 16,0  | 12,7 | 8,7  | 5,9  | 5,9  | 7,6  | 8,7  | 11,7 | 14,9  | 16,9 | ⌀ | 12,2    |
|                        |      |       |       |      |      |      |      |      |      |      |       |      |   |         |
| Niederschlag (mm)      | 99,7 | 157,6 | 102,9 | 96,9 | 80,0 | 41,0 | 43,7 | 60,9 | 74,4 | 99,0 | 121,9 | 82,8 | Σ | 1.060,8 |
|                        |      |       |       |      |      |      |      |      |      |      |       |      |   |         |
| Regentage (d)          | 9    | 9     | 8     | 8    | 7    | 6    | 7    | 7    | 7    | 10   | 8     | 8    | Σ | 94      |

| 19,0 |

| 18,4 |

| 16,0 |

| 12,7 |

| 8,7 |

| 5,9 |

| 5,9 |

| 7,6 |

| 8,7 |

| 11,7 |

| 14,9 |

| 16,9 |

| 19,0 |

| 18,4 |

| 16,0 |

| 12,7 |

| 8,7 |

| 5,9 |

| 5,9 |

| 7,6 |

| 8,7 |

| 11,7 |

| 14,9 |

| 16,9 |

## Geschichte

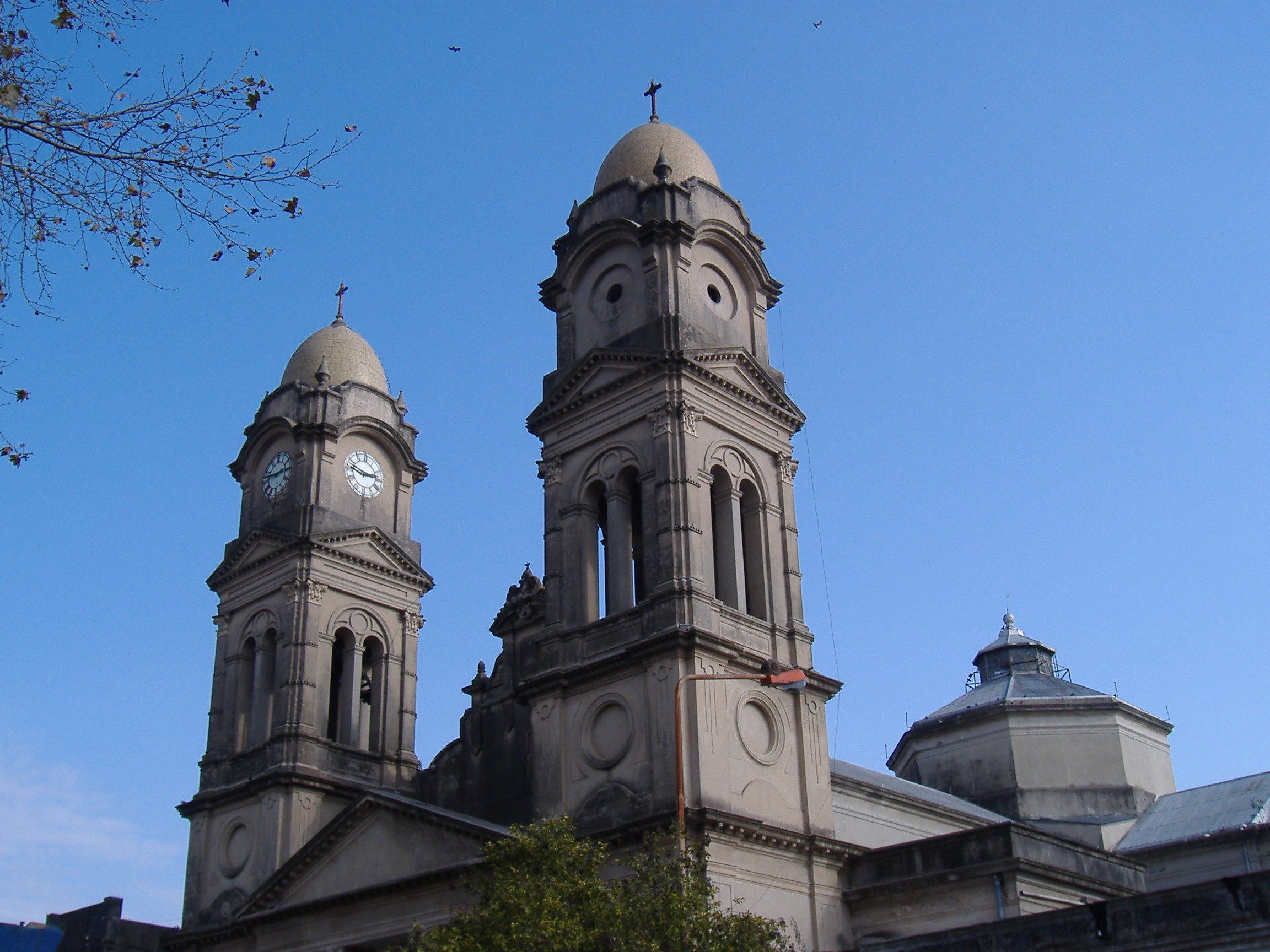
Kathedrale Gualeguaychú

1662 schufen die Jesuiten im Gebiet der heutigen Stadt als Schutzraum für die Indios der Region eine Reduktion. Ab 1753 siedelten sich auch spanische Kolonisten in der Region an, die mehrere Estancias und ab 1777 ein Fort anlegten. Die Stadt selbst wurde 1783 von Tomás de Rocamora gegründet. Während der Unabhängigkeitskriege (1810–1819) war Gualeguaychú der Schauplatz vieler entscheidender Schlachten. 1845 wurde die Stadt von dem italienischen Revolutionär Giuseppe Garibaldi, einem Verbündeten von Juan Manuel de Rosas, geplündert und über drei Jahre lang besetzt. Von Gualeguaychú wurde außerdem ab 1851 der Widerstand gegen den damals unabhängigen „Staat“ von Buenos Aires organisiert. Nach mehreren Okkupierungen der Stadt durch die Truppen Juan Manuel de Rosas’ wurde es ab 1873 wieder ruhig in der Gegend. 1890 wurde die Stadt schließlich ans Eisenbahnnetz angeschlossen.
Seit 1957 ist die Stadt Sitz des römisch-katholischen Bistums Gualeguaychú. Hauptkirche ist die Kathedrale San José.

## Wirtschaft
Gualeguaychú ist von der Landwirtschaft, dem Handel mit dem nahen Uruguay und vom Tourismus geprägt, die Industrie spielt kaum eine Rolle.
Tourismus
Gualeguaychú ist ein beliebtes Touristenziel: Besonders die Strände am Río Uruguay ziehen Zehntausende Besucher vor allem aus Buenos Aires an. Höhepunkt der Saison ist der Karneval von Januar bis Februar, der größte und bekannteste Argentiniens. Er wird in einem speziellen Stadion, dem Corsódromo, gefeiert.

## Städtepartnerschaften
- Granada, Nicaragua
- Reggio Calabria, Italien

## In der Stadt geboren
- Olegario Víctor Andrade (1839–1882), Dichter
- Fray Mocho (1858–1903), Journalist und Schriftsteller
- José María Sobral (1880–1961), Marineoffizier, Geologe, Polarforscher und Konsul
- Alberto Zozaya (1908–1981), Fußballspieler und -trainer
- Juan Ramón Fernández (* 1980), Fußballspieler